# ロマン・グレボヴィチ (ノヴゴロド公)
ロマン・グレボヴィチ（ロシア語: Роман Глебович、? - 1301年以降）は、スモレンスク公グレプの末子である。ノヴゴロド公：? - 1293年、ムスチスラヴリ公：1281年 - 1301年以降。

## 生涯
1293年のジョチ・ウルス軍の襲撃(ru)、同年のウラジーミル大公国のアンドレイによるウラジーミル、ノヴゴロド支配の後すぐに、ロマンはアンドレイの依頼を受けて、スウェーデン王国軍の建設したカレルィ人(ru)の地の要塞への遠征軍を率いた。しかし雪解けと馬の飼料の欠乏のために、ルーシ軍は撤退を余儀なくされた。
ノヴゴロド公位に就いた年は不詳であるが、L.ヴォイトヴィチの説によれば、ロマンは1293年までノヴゴロド公だったという。また年代記によれば、1284年からノヴゴロド公にはドミトリーが就いている。
1300年、兄のアレクサンドルと共に、ドロゴブージの包囲戦に参加した。しかしブリャンスク公アンドレイの援軍が到来し、ロマンら兄弟の軍は敗れた。

## 妻子
妻の名前は不明である。子には以下の人物がいる。
- ドミトリー(ru) - ブリャンスク公
- ヴァシリー - ブリャンスク公
- オリガ - ガーリチ公レフと結婚[3]。